# 감자튀김 박물관
감자튀김 박물관(네덜란드어: Frietmuseum, 프랑스어: Frietmuseum)은 벨기에 브뤼허에 있는 세계 최초의 감자튀김 박물관이다. 이 박물관에는 감자튀김의 역사, 제조법, 유물 등이 전시되어 있다. 벨기에가 감자튀김(Fried potato)의 원조국임을 알리기 위해 설립된 민영 유료 박물관이다. 벨기에는 세계 최대 감자 가공품 수출국 중 하나이며 감자튀김은 벨기에의 대표적인 국민음식으로 원조국이라는 자부심이 강하다.

## 박물관 개요

### 설립
2008년 8월에 에디 반 벨(Eddy Van Belle)에 의해 설립되었다. 감자튀김 박물관은 에디 반 벨이 운영하는 세번째 박물관으로 그는 초콜릿 박물관과 조명 박물관도 운영하고 있다. 이 박물관은 예전에 양모회관(羊毛會館)으로 사용했던 건물로 벨기에 북부에 위치한 도시 브뤼헤(Brugge)의 플라밍스트리트(Vlamingstraat) 33번지에 있다. 1399년에 건축되었고 1441년 제노바의 영사관으로 증축된 고딕양식의 건물이다. 벨기에 도시 브뤼헤는 유네스코 세계유산에 등재되어 있는데, 이 건물은 브뤼헤(Brugge)에 있는 오래된 건물 중 하나에 해당한다. 15세기에는 제노바 상인과 방직공들이 활동 근거지로 사용한 적이 있다. 그후로는 여관, 카페, 영화관, 댄스홀, 그리고 1978년부터 은행과 전시 공간으로 사용했었다.
박물관 개관 전에는 1년 반 동안 전면적인 보수 공사를 거쳤으나 건물 내부의 기본 구조는 바꾸지 않았다. 지하를 포함한 세개의 층을 사용하고 있다. 감자의 역사, 감자튀김의 역사, 벨기에가 감자튀김의 원조국임을 알리는 자료와 사진, 감자껍질 제거기구, 감자칩 제조 기계 등이 전시되어 있다. 감자 튀김 요리법을 소개하는 동영상 자료도 비치되어 있다. 지하에 있는 카페에서는 정통 벨기에 감자튀김을 맛볼 수 있는 스낵코너도 마련되어 있다.

### 방문 정보
- 휴관 : 12월 25일, 1월 1일[10]
- 시간 : 오전 10시 ~오후 5시
- 요금 :  성인 9,50 €, 학생8,00 €, 아동 5,50 €

## 감자튀김 사랑
벨기에는 1인당 감자튀김을 가장 많이 먹는 유럽 국가로 알려져 있으며 감자튀김은 벨기에인들의 국민음식이라 생각할 정도로 사랑 받는 음식에 속한다. 레스토랑 전문 매거진 보나페티에 따르면 벨기에의 1인당 감자튀김 가게는 미국 1인당 맥도날드 가게 개수보다 11배 많다고 한다. 일반 가정집에도 감자 튀김기를 가지고 있는 경우가 많으며, 집집마다 비법 레시피가 존재한다. 지역마다 감자튀김 전문점이 있으며, 식당가나 노점에서도 쉽게 볼 수 있는 메뉴로 벨기에 요리에서는 거의 빠지지 않고 나오는 편이다.
2020년 코비드19로 인해 상점봉쇄령이 내렸을때에도 감자튀김가게는 제외되었었다. 이에 대해 워싱턴포스트(WP)는 "벨기에에서 감자튀김 가게를 닫는 것은 벨기에의 영혼을 닫는 것이다" 라고 평하기도 했다. 벨기에는 세계 최대 감자 가공품 수출국 중 하나이며, 유럽연합산 냉동 감자튀김에 반(反)덤핑 과세를 부과한 콜롬비아를 세계무역기구(WTO)에 제소하는 것을 주도하여 3년간에 노력 끝에 2022년에 승소를 이끌어내기도 했다.
벨기에 인들은 감자튀김이 벨기에에서 유래했다고 믿으며, 감자튀김을 와플, 초콜릿, 홍합과 함께 벨기에를 대표하는 음식으로 꼽는다. 감자튀김을 주문할 때 '프렌치 프라이'(프랑스식 튀김)라고 말하면 싫어하며 벨지안 프라이스'(Belgian Fries)라고 하는 것을 좋아한다. 프랑스가 음식과 문화를 도용했다고 보기 때문이다. 이들은 벨기에 브뤼셀에 있는 감자튀김 전문점인 프리츠(Fritland)를 감자튀김이 시작된 원조 가게라고 주장한다.

## 원조 논쟁

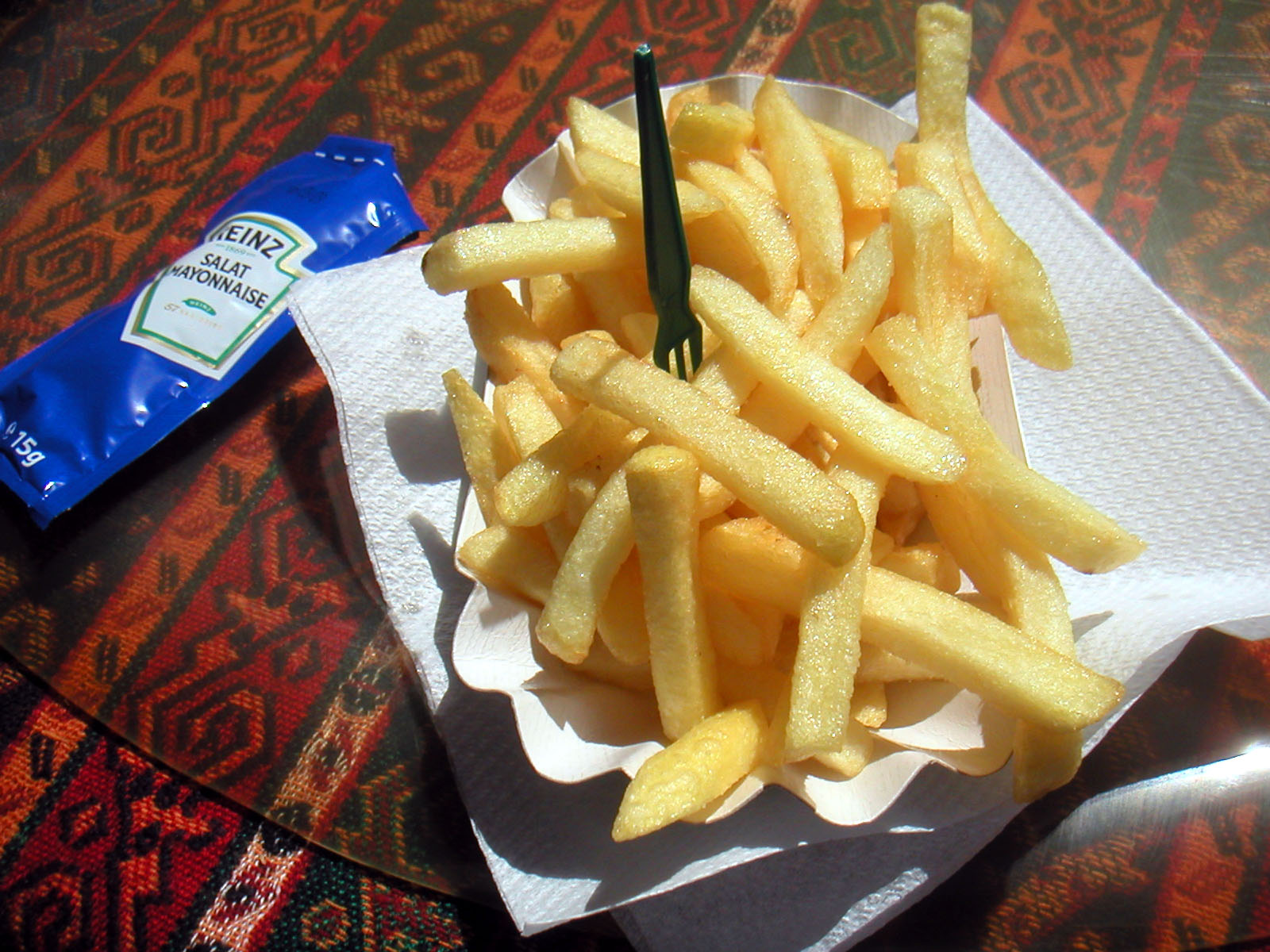
폼스 프리츠 (pomme de Frite)

맥도날드와 버거킹 때문에 감자튀김을 뜻하는 '프렌치 프라이'(French fries)라는 이름이 전 세계에 널리 알려져 있다. "프랑스식 튀김" 이라는 뜻으로 착각하기 쉬운 "프렌치 프라이" 라는 북미식 영어 이름 때문에 프랑스에서 기원한 음식으로 오해할 수 있으나, 감자튀김(Fried Potato)은 벨기에가 원조국이라는 것이 벨기에 측의 주장이다. 현재, 감자튀김의 기원에 대해서는 프랑스와 원조논쟁이 진행 중에 있다.
박물관측의 주장에 의하면, 최초로 감자를 지금의 감자튀김처럼 튀겨 먹은 사람은 스페인 카르메르 수녀회 소속의 테레사 수녀(1515~1582)라고 한다. 그녀의 조리법이 당시 스페인의 식민지였던 벨기에 지역에 전래되어 보편화 된 것이 감자튀김의 기원이라고 한다. 또한 벨기에의 역사학자 조 제라르(Jo Gerard)는 1680년대 벨기에의 뫼즈강 유역에서 작은 생선을 튀겨 먹는 풍습이 있었으며, 이 지역에서 강물이 얼어 붙어 물고기를 잡을 수 없게 되면 물고기 대신에 감자를 길게 썰어 튀겨 먹었다고 한다. 벨기에는 이를 근거로 하여 감자튀김의 원조국임을 알리는 행사 개최에도 적극적이다. 감자튀김박물관(Frietmuseum)에서는 관광객들이 보는 앞에서 직접 감자를 튀기기도 한다.
영연방국에서 칩스(chips)라 칭함에도 미국에서 "프렌치 프라이"(French fries)라 부르는 것에는 여러 가지 설이 있다. 미국의 제3대 대통령인 토마스 제퍼슨이 프랑스에서 맛본 감자튀김을 백악관에서 소개하며 프랑스식으로 만든 감자요리(potatoes, fried in the french manner)라고 소개했기 때문에 '프렌치프라이' 로 불리게 된 것이라 한다. 또 다른 설에는, 프랑스어를 쓰는 벨기에계 이민자들에 의해 미국에 소개 되었기 때문이라는 설, 1차대전때 벨기에에 상륙한 미군들의 착각 때문이라 설, 길게 자른 감자 모양을 설명하기 위해 French라는 단어를 사용했다는 설이다.
프랑스는 이런 벨기에의 주장이 증거가 부족하다고 반박하고 있다. 당시 경제 상황으로 볼때, 가난한 농민이 감자를 튀길 정도로 많은 식용유를 사용할 수 없었다는 것이다. 감자튀김이 처음 언급된 것은 1775년 파리에서 발견된 요리책이며, 현대식 감자튀김을 처음 거론한 것은 1794년에 메리고(Mérigot)라는 여성이 출판한 '혁명파 요리사' (La cuisinière révolutionnaire)라는 요리책이라고 주장하고 있다. 감자요리만 31가지를 소개하는 이 책에는 감자튀김도 들어 있었던 것이다.
남미가 원산지인 감자가 16세기에 유럽에 전래되었을때 감자는 식품으로 받아들여지지 않았다. 이런 감자를 유럽에 보급시킨 사람중에 하나가 프랑스 출신 농학자 앙투안 파르망티에 (Antoine Parmentier)이다. 감자보급에 앞장선 그의 노력 덕분에 18세기말에 프랑스는 감자를 식품으로 받아들이게 되었고, 19세 들어서 감자는 음식으로 자리잡게 되었다. 이런 사실로 인해 감자튀김의 기원이 프랑스라는 것에 무게가 실리기도 한다.